# Pilotrichella capillaris
Pilotrichella capillaris là một loài Rêu trong họ Meteoriaceae. Loài này được (Müll. Hal.) Besch. mô tả khoa học đầu tiên năm 1872.